# Невин, Брук
Брук Невин (англ. Brooke Nevin, род. 22 декабря 1982) — канадская актриса, наиболее известная по своей роли в телесериале «Короли побега», в котором она снималась в 2011—2012 годах. Также она сыграла одну из главных ролей в канадских сериалах «Аниморфы» в 1998—1999 годах, и в ситкоме «Зовите меня Фитц» в 2010—2011 годах. Кроме этого она снялась в первом сезоне сериала «4400» и появилась в сериалах «Зачарованные», «Анатомия страсти», «Морская полиция: Спецотдел» и многих других. На большом экране Невин сыграла главную роль в фильме 2006 года «Я всегда буду знать, что вы сделали прошлым летом».

## Частичная фильмография
| Год       |    | Русское название                                  | Оригинальное название                     | Роль            |
| --------- | -- | ------------------------------------------------- | ----------------------------------------- | --------------- |
| 1998      | тф | Дикая природа                                     | Running Wild                              | Анжела Робинсон |
| 1998—1999 | с  | Аниморфы                                          | Animorphs                                 | Рейчел Беренсон |
| 2004—2006 | с  | 4400                                              | The 4400                                  | Никки Хадсон    |
| 2006      | в  | Я всегда буду знать, что вы сделали прошлым летом | I’ll Always Know What You Did Last Summer | Эмбер Уильямс   |
| 2007      | ф  | Мстители                                          | The Comebacks                             | Мишель Филдс    |
| 2008—2009 | с  | Воображалы                                        | Imaginary Bitches                         | Брук            |
| 2010—2013 | с  | Зовите меня Фитц                                  | Call Me Fitz                              | Соня Лестер     |
| 2011—2012 | с  | Короли побега                                     | Breakout Kings                            | Джулиэнн Симмс  |
| 2012—2015 | с  | C.S.I.: Место преступления                        | CSI: Crime Scene Investigation            | Майя Рассел     |
| 2013      | с  | Пожарные Чикаго                                   | Chicago Fire                              | Тара Литтл      |
| 2014      | с  | Восприятие                                        | Perception                                | Шелби Коулсон   |
| 2016      | ки | Квантовый разрыв                                  | Quantum Break                             | Эмили Бёрк      |
| 2025      | в  | Переспать, жениться, убить                        | F*** Marry Kill                           | Валери          |

## Награды и номинации
| Год  | Премия                                | Категория                                                                            | Работа           | Результат |
| ---- | ------------------------------------- | ------------------------------------------------------------------------------------ | ---------------- | --------- |
| 1999 | Молодой актёр                         | Best Performance in a TV Movie/Pilot/Miniseries or Series — Supporting Young Actress | Дикая природа    | Номинация |
| 2009 | Дневная премия «Эмми»                 | New Approaches — Daytime Entertainment                                               | Воображалы       | Номинация |
| 2011 | Джемини                               | Best Ensemble Performance in a Comedy Program or Series                              | Зовите меня Фитц | Номинация |
| 2011 | Джемини                               | Best Performance by a Lead Actress in a Continuing Role in a Comedy Series           | Зовите меня Фитц | Номинация |
| 2011 | Телевизионный фестиваль в Монте-Карло | Outstanding Actress — Comedy Series                                                  | Зовите меня Фитц | Номинация |
| 2012 | Телевизионный фестиваль в Монте-Карло | Outstanding Actress — Comedy Series                                                  | Зовите меня Фитц | Номинация |